# Priscilla Delgado
Priscilla Delgado  (San Juan, Puerto Rico, 31 de marzo de 2002) es una actriz española conocida por sus trabajos en cine y televisión, que ganó especial reconocimiento por su papel de Lucía en Los Protegidos.

## Biografía
Sus primeros pasos en el mundo de la interpretación los da en episodios de series televisivas españolas tales como Los hombres de Paco, La chica de ayer y Cazadores de hombres. En el 2009 protagoniza el cortometraje El regalo de Irlanda Tambascio y en el 2011 realiza su primer trabajo en inglés, The Dream Player, de Curro Royo.
En 2010 participó en la campaña Pone, promocionando la nueva imagen corporativa de la cadena Antena 3. Para esta misma cadena, en el 2011 protagonizó la campaña El Estirón, en prevención de la obesidad infantil y la campaña Ponle freno, a favor de la seguridad vial. Es una de las protagonistas de la serie de Antena 3 "Los protegidos", donde interpreta el papel de "Lucía".
En cuanto al cine, ha participado en los largometrajes "El cónsul de Sodoma" del director Sigfrid Monleón, "Amador" de Fernando León de Aranoa y "Los muertos no se tocan, nene" de José Luis García Sánchez, donde interpreta el papel de Lolín. En 2014 rueda en Barcelona, España, su primer largometraje en inglés The Evil that Men Do, junto a Sergio Peris-Mencheta, Daniel Faraldo y Andrew Tarbet, interpretando a Marina y dirigida por Ramón Térmens. A partir de esta película, la comienzan a representar en Estados Unidos.
En 2015 y con tan solo 13 años, se convierte en "chica Almodóvar" interpretando el papel de Antía en "Julieta", la vigésima película del director manchego Pedro Almodóvar. La película fue seleccionada por la Academia de las Artes y las Ciencias Cinematográficas de España como candidata a representar a España en la categoría de Mejor Película de habla no-inglesa, en los 89 Premios Oscars de Hollywood.
En 2016 afronta un nuevo reto profesional, interpretando el personaje de Toñi, en el tercer largometraje del director Pablo Berger, Abracadabra, junto a Maribel Verdú, Antonio De La Torre y José Mota.
En 2019 regresa a la televisión de la mano de Movistar Plus, con la serie Justo antes de Cristo, ambientada en la antigua Roma. También protagoniza el capítulo 4 de la serie Desaparecidos para Prime Video y Telecinco, donde colabora junto a los actores Juan Echanove y Michelle Calvó.
A mediados de 2019 se traslada a vivir a Estados Unidos donde continúa y termina sus estudios de Bachillerato en el colegio Orange County School of the Arts en California. Ese mismo año consigue su primer contrato en Hollywood, se convierte en una de las protagonistas de la serie de televisión A League of their Own, una adaptación de la película del mismo nombre, del año 1992 y protagonizada por Tom Hanks, Geena Davis y Madonna, entre otros.
En 2022 regresa a España para rodar la película El club de los lectores criminales, el primer slasher español de Netflix, basada en la novela de Carlos García Miranda.
En 2023 continúa con sus estudios de interpretación en The Lee Strasberg Theatre and Film Institute y en la American Academy of the Dramatic Arts en Los Ángeles, California. En 2025 se anuncia su fichaje en la tercera temporada de la serie de HBO Max, Euphoria, dirigida por Sam Levinson y en la que comparte escenas con la actriz Zendaya.

## Filmografía

### Cine
| Cine | Cine                                      | Cine                      | Cine                     |
| Año  | Título                                    | Personaje                 | Director                 |
| ---- | ----------------------------------------- | ------------------------- | ------------------------ |
| 2009 | El cónsul de Sodoma                       | Hija de Bel               | Sigfrid Monleón          |
| 2009 | Amador                                    | Hija Yolanda              | Fernando León de Aranoa  |
| 2011 | Los muertos no se tocan, nene             | Lolín                     | José Luis García Sánchez |
| 2013 | Las brujas de Zugarramurdi                | Niña Teatro               | Álex de la Iglesia       |
| 2014 | The Evil that Men Do                      | Marina                    | Ramón Térmens            |
| 2015 | Julieta                                   | Antía Feijoó Salas        | Pedro Almodóvar          |
| 2016 | Abracadabra                               | Toñi                      | Pablo Berger             |
| 2023 | El club de los lectores criminales        | Virginia Rubio            | Carlos Alonso-Ojea       |
| 2023 | El principito, nacimiento de una estrella | Consuelo de Saint-Exupéry | Vincent Nguyen           |

### Series de televisión
| Televisión | Televisión                       | Televisión                          | Televisión  | Televisión       |
| Año        | Título                           | Personaje                           | Cadena      | N.º de episodios |
| ---------- | -------------------------------- | ----------------------------------- | ----------- | ---------------- |
| 2008       | El Internado                     | Alumna Clase Paula                  | Antena 3    | 1 episodio       |
| 2009       | Los hombres de Paco              | Carla                               | Antena 3    | 2 episodios      |
| 2009       | La chica de ayer                 | Sonia niña                          | Antena 3    | 2 episodios      |
| 2009       | Cazadores de hombres             | Belinda Rapalino niña               | Antena 3    | 1 episodio       |
| 2010-2012  | Los protegidos                   | Lucía Castillo Rey / Lucía Expósito | Antena 3    | 41 episodios     |
| 2013       | Frágiles                         | Paula                               | Telecinco   | 3 episodios      |
| 2014       | Cuéntame un cuento: Blancanieves | Blanca Sotelo niña                  | Antena 3    | 1 episodio       |
| 2019-2020  | Justo antes de Cristo            | Ática                               | Movistar #0 | 11 episodios     |
| 2020       | Desaparecidos                    | Vero                                | Prime Video | 1 episodio       |
| 2022       | A League of Their Own            | Esti González                       | Prime Video | 8 episodios      |
| 2026       | Euphoria                         | A                                   | HBO MAX     | Temporada 3      |
| 2026       | Prison Break                     | Cheyenne                            | Disney HULU | Piloto           |

### Cortometrajes
| Cine | Cine             | Cine           | Cine                    |
| Año  | Título           | Personaje      | Director                |
| ---- | ---------------- | -------------- | ----------------------- |
| 2009 | Zapatos          | Amiga de Pedro | Álvaro Aránguez         |
| 2009 | La autoridad     | Hija           | Xavi Sala               |
| 2010 | El regalo        | Olivia         | Irlanda Tambascio Wayne |
| 2011 | The dream player | Niña Onírica   | Curro Royo              |